# خوسيه لويس سورو
خوسيه لويس سورو (من مواليد 17 ديسمبر 1966) هو سياسي إسباني من تشونتا أراغونيزيستا، ويعمل كوزير إقليمي للتخطيط الإقليمي والتنقل والإسكان منذ يوليو 2015. هو رئيس تشونتا أراغونيزيستا منذ فبراير 2012.